# System mobilizacyjny
System mobilizacyjny sił zbrojnych – uporządkowany wewnętrznie układ elementów oraz zespół zasad i norm regulujących jego funkcjonowanie w czasie pokoju, mobilizacji i wojny. Na system mobilizacyjny sił zbrojnych składają się: teoria mobilizacji; organy kierowania; dokumentacja planistyczna; jednostki mobilizujące i mobilizowane; elementy bazy mobilizacyjnej; rezerwy w gospodarce narodowej; uzbrojenie, wyposażenie i zapasy materiałowe utrzymywane w jednostkach wojskowych; podsystem powołania (pobrania) rezerw z gospodarki narodowej; podsystem szkolenia mobilizacyjnego; podsystem przeszkalania rezerw osobowych; podsystem kontroli gotowości mobilizacyjnej wojsk.